# Pareryssamena fuscosignata
Pareryssamena fuscosignata là một loài bọ cánh cứng trong họ Cerambycidae.